# Saint-Gourgon
Saint-Gourgon is een dorp en gemeente in Frankrijk, in de regio Centre-Val de Loire. De gemeente maakt deel uit van het arrondissement Vendôme.

## Geografie
De oppervlakte van Saint-Gourgon bedraagt 10,0 km².
De onderstaande kaart toont de ligging van Saint-Gourgon met de belangrijkste infrastructuur en aangrenzende gemeenten.

## Demografie
Onderstaande figuur toont het verloop van het inwonertal (bron: INSEE-tellingen). 